# Bocksjön (Svinhults socken, Östergötland, 640647-148463)
Bocksjön är en sjö i Ydre kommun i Östergötland och ingår i Motala ströms huvudavrinningsområde.